# Puente Pumar
Puente Pumar es una localidad del municipio de Polaciones (Cantabria, España). Está a 2 kilómetros de distancia de la capital municipal, Lombraña, y a una altitud de 800 metros sobre el nivel del mar. La Hoz de Bejo (también conocida como Peña Bejo o Caos de Bejo) es un estrechamiento del valle del Nansa que se aprovechó para hacer el embalse de la Cohílla, en cuya parte alta se encuentra Puente Pumar. En el año 2024 contaba con una población de 27 habitantes (INE), lo que hace de ella la localidad más poblada del municipio. Aquí se encuentra también el colegio público de Polaciones. Celebra la festividad de Nuestra Señora el 8 de septiembre. Localmente se denomina a la población La Puente.

## Naturaleza
Desde Puente Pumar se puede ascender al Cueto de los Escajos (Cuetu Escajos),1.517 m, pico ubicado entre este valle y Tudanca, desde donde también puede subirse. Igualmente se asciende al Cueto de la Concilla (o Cuetu la Concilla), 1.922 m, más aislado, entre este valle y Cabuérniga, pudiendo llegarse también desde Uznayo o desde los Puertos de Sejos, en la Mancomunidad Campoo-Cabuérniga. Una tercera cumbre, más baja que las otras dos, que se puede alcanzar desde Puente Pumar, es el Cueto del Haya (1.311 m); está sobre el embalse de la Cohílla. Ha de mencionarse también el collado Pantrieme (1.131 m), por el que se puede pasar de Polaciones a Tudanca.
Desde Puente Pumar, y a través de una pista, puede subirse hasta el punto de interés geomorfológico llamado Turbera del Cueto (o Cuetu) la Avellanosa. Es una turbera que se encuentra sobre rocas carboníferas y en contacto con restos de una morrena, con un espesor de hasta cuatro metros de turba.

## Patrimonio
Las edificaciones más importantes del valle se encuentran en la parte más alta de Puente Pumar, son las famosas Casonas de Los Coroneles, y la Casona Rectoral, erigidas en el siglo XVIII. La Casa de los Coroneles es de estilo barroco montañés. Tiene blasón. La llamada Casa de Puente se asemeja a la arquitectura campurriana y cabuérniga de la época. Sus muros tienen pilastras toscanas con balcones y ventanas de hierro. Exhibe las armas de Puente, Alonso, Vélez y Gómez. Tiene una portalada con frontón mixtilíneo.
La antigua Casa Rectoral, también conocida como Casa del Arzobispo o de la Coronela, fue vendido en 1971 a la Diputación Provincial de Santander. Cedido al Grupo de Acción Local Saja-Nansa, este lo ha restaurado en 2001 y actualmente acoge un establecimiento hostelero, un centro de actividades socioculturales y el Centro Receptor del Ecomuseo Saja-Nansa, institución puesta en marcha en 1993 dentro de un Programa Europeo de Desarrollo Rural (PRODER). Entre otras actividades, este Ecomuseo ha publicado una guía "Los Caminos del Ecomuseo", que entre los itinerarios llamados "Valle del Nansa", se encuentra la ruta Puente Pumar-La Cruz de Cabezuela, y entre los de "Los Puertos de Sejos", Puente Pumar-Pozo del Amo.
La iglesia de la Natividad de Nuestra Señora de Puente Pumar es del siglo XVIII, y tiene a sus pies una torre.
- Datos: Q6091263